# Butterfly (tennis de table)
Pour les articles homonymes, voir Butterfly.
Butterfly est la marque commerciale de l'entreprise japonaise Tamasu Co., Ltd spécialisée dans le matériel de tennis de table. Elle est l'une des marques de référence avec Tibhar, Yasaka, Joola, Donic et Stiga.
La marque détient deux des revêtements qui ont été le plus de fois sacrés sur le plan international : le Sriver et le Tenergy.
Cette marque sponsorise des joueurs tels que Timo Boll, Wang Liqin ou Michael Maze, et a sponsorisé au début de leur carrière les jeunes frères  français Alexis et Félix Lebrun.
L'entreprise a été créé en 1950 par Hikosuke Tamasu, joueur de l'équipe nationale japonaise.